# أونتور
بلدية أونتور (بالإسبانية: Ontur) هي بلدية تقع في مقاطعة البسيط التابعة لمنطقة كاستيا لا مانتشا وسط إسبانيا.

## الديموغرافيا
بلغ عدد سكان بلدية أونتور 2.281 نسمة عام 2011 (وفقاً للمعهد الوطني الإسباني للإحصاء).
| 2.469 | 2.431 | 2.429 | 2.421 | 2.360 | 2.349 | 2.281 |

## أعلام
- خوسيه ديل رامو نونيز